# Fiménil
Fiménil és un municipi francès, situat al departament dels Vosges i a la regió del Gran Est. L'any 2007 tenia 251 habitants.

## Demografia

### Població
El 2007 la població de fet de Fiménil era de 251 persones. Hi havia 94 famílies, de les quals 24 eren unipersonals (16 homes vivint sols i 8 dones vivint soles), 27 parelles sense fills, 35 parelles amb fills i 8 famílies monoparentals amb fills.
La població ha evolucionat segons el següent gràfic:
Habitants censats

### Habitatges
El 2007 hi havia 129 habitatges, 96 eren l'habitatge principal de la família, 22 eren segones residències i 11 estaven desocupats. 120 eren cases i 9 eren apartaments. Dels 96 habitatges principals, 78 estaven ocupats pels seus propietaris, 17 estaven llogats i ocupats pels llogaters i 2 estaven cedits a títol gratuït; 1 tenia una cambra, 7 en tenien dues, 12 en tenien tres, 25 en tenien quatre i 52 en tenien cinc o més. 87 habitatges disposaven pel capbaix d'una plaça de pàrquing. A 40 habitatges hi havia un automòbil i a 48 n'hi havia dos o més.

### Piràmide de població
La piràmide de població per edats i sexe el 2009 era:
| Homes | Edats   | Dones |
| ----- | ------- | ----- |
| 0     | 95 o +  | 0     |
| 0     | 90 a 94 | 0     |
| 0     | 85 a 89 | 4     |
| 0     | 80 a 84 | 0     |
| 0     | 75 a 79 | 0     |
| 8     | 70 a 74 | 0     |
| 12    | 65 a 69 | 8     |
| 8     | 60 a 64 | 16    |
| 8     | 55 a 59 | 8     |
| 0     | 50 a 54 | 4     |
| 0     | 45 a 49 | 4     |
| 24    | 40 a 44 | 0     |
| 0     | 35 a 39 | 20    |
| 8     | 30 a 34 | 0     |
| 12    | 25 a 29 | 8     |
| 4     | 20 a 24 | 4     |
| 4     | 15 a 19 | 4     |
| 8     | 10 a 14 | 8     |
| 8     | 5 a 9   | 8     |
| 4     | 0 a 4   | 12    |

## Economia
El 2007 la població en edat de treballar era de 151 persones, 118 eren actives i 33 eren inactives. De les 118 persones actives 107 estaven ocupades (61 homes i 46 dones) i 11 estaven aturades (5 homes i 6 dones). De les 33 persones inactives 11 estaven jubilades, 8 estaven estudiant i 14 estaven classificades com a «altres inactius».

### Ingressos
El 2009 a Fiménil hi havia 99 unitats fiscals que integraven 262,5 persones, la mediana anual d'ingressos fiscals per persona era de 15.346 €.

### Activitats econòmiques
Dels 5 establiments que hi havia el 2007, 2 eren d'empreses de construcció, 2 d'empreses de comerç i reparació d'automòbils i 1 d'una empresa immobiliària.
Els 2 serveis als particulars que hi havia el 2009 eren paletes.
L'únic establiment comercial que hi havia el 2009 era una floristeria.
L'any 2000 a Fiménil hi havia 7 explotacions agrícoles.

## Poblacions més properes
El següent diagrama mostra les poblacions més properes.